# Cimetière Mount Hermon
Le cimetière Mount Hermon est un cimetière-jardin protestant situé dans le quartier Sillery, dans l'arrondissement de Sainte-Foy-Sillery-Cap-Rouge, à Québec. Il est désigné lieu historique national du Canada depuis 2007.

## Description
Le cimetière se trouve à l'angle du chemin Saint-Louis et de la côte de Sillery, sur un terrain de 26 acres surplombant le fleuve Saint-Laurent. Plus de 17 000 personnes y sont inhumées.
Un mémorial est dédié aux victimes du naufrage de l'Empress of Ireland, en 1914. Une cloche, la Treggett Bell, rend hommage à la famille Treggett, qui s'est occupée de la surintendance du cimetière durant cinq générations. 179 victimes du Montreal Steamer sont inhumées au cimetière. Un monument funéraire en hommage y est présent depuis 2002 y rappelle leur mémoire. Il s'agit de la deuxième tragédie maritime en importance du Saint-Laurent.
On y retrouve aussi des sections consacrées aux Grecs, aux Chinois et aux Cambodgiens.

## Histoire

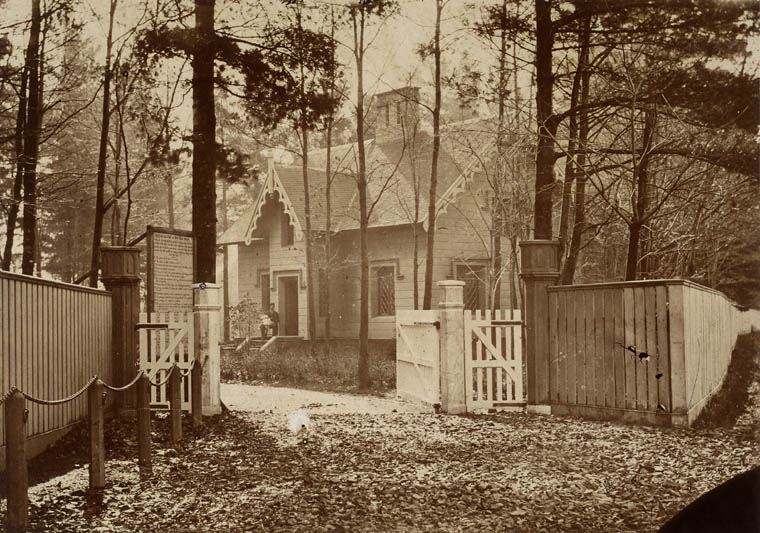
Le cimetière au XIXe siècle.

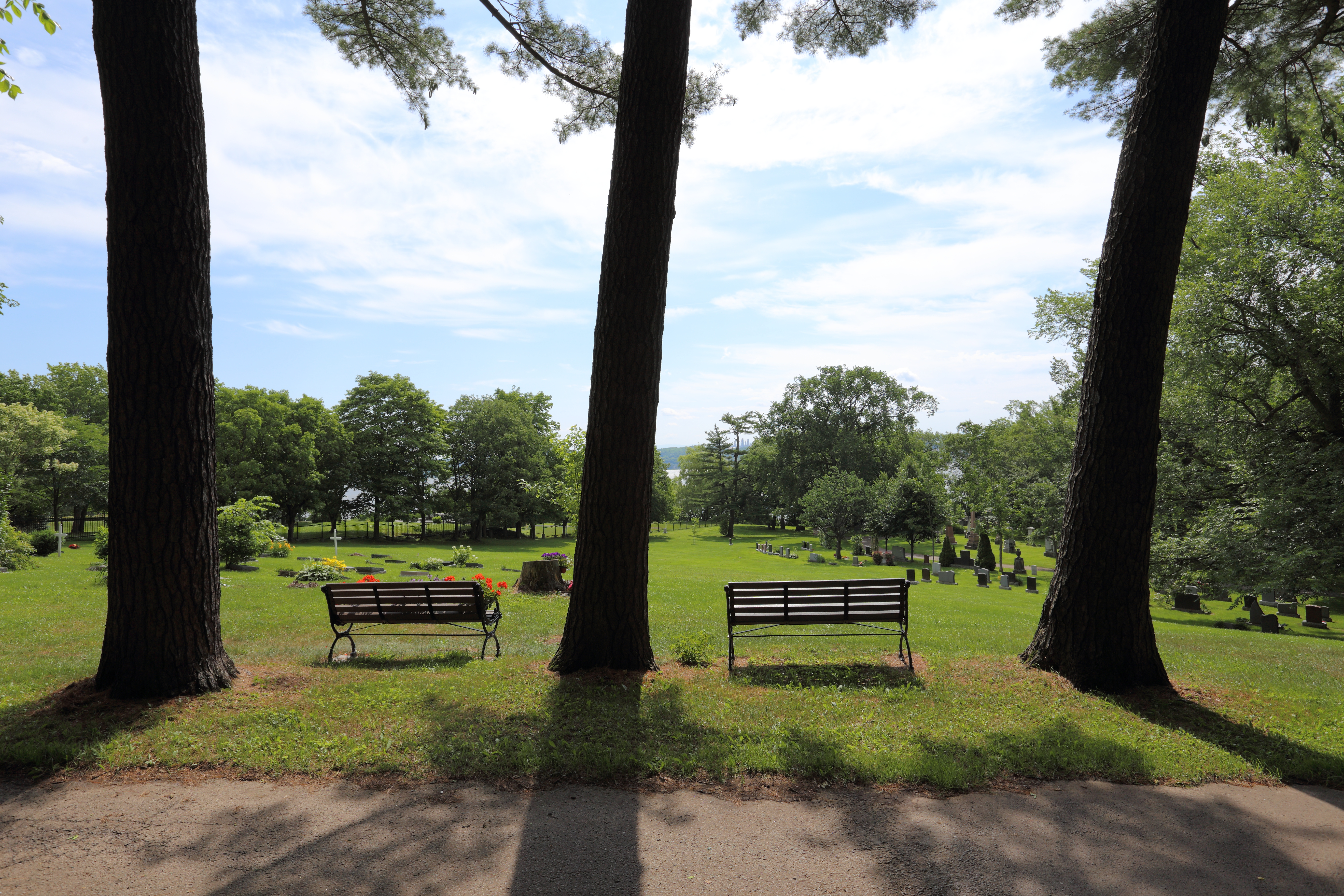
Le cimetière en 2017.

En 1848, le cimetière Saint-Matthew, sur la rue Saint-Jean, est devenu trop petit pour la population protestante qui s'était accrue à Québec en raison de l'immigration britannique. Une association demandant la création d'une nouveau cimetière est constituée le 11 février 1848 sous l'initiative de John Gilmour et avec à sa tête George O’Kill Stuart, maire de Québec. Le terrain acquis est celui d'Edward Bowen.
Il s'agit du premier cimetière situé, à l'époque, en milieu rural, à l'extérieur de la ville. Il sera suivi en 1859 par le cimetière Notre-Dame-de-Belmont.
Le 8 juin 2007, le site est officiellement reconnu comme lieu historique national du Canada.

## Personnalités inhumées

### Politique et affaires publiques
- Henri-Gustave Joly de Lotbinière
- Frank Carrel
- Thomas Cushing Aylwin
- James Gibb Ross
- Dunbar Ross
- Bartholomew Gugy
- David Edward Price
- William Evan Price
- Bartholomew Gugy
- Robert Christie
- Henry Seton-Karr
- John Lemesurier
- Richard Turner

### Justice
- William Collis Meredith
- Henry Black
- Gustavus George Stuart
- William Smith

### Commerce
- George Benson Hall (fils)
- George Pozer
- John Simons
- James Bell Forsyth
- Joseph Bell Forsyth

### Médecine
- Joseph Morrin
- James Douglas

### Littérature
- James MacPherson Le Moine
- William Wood

## Galerie

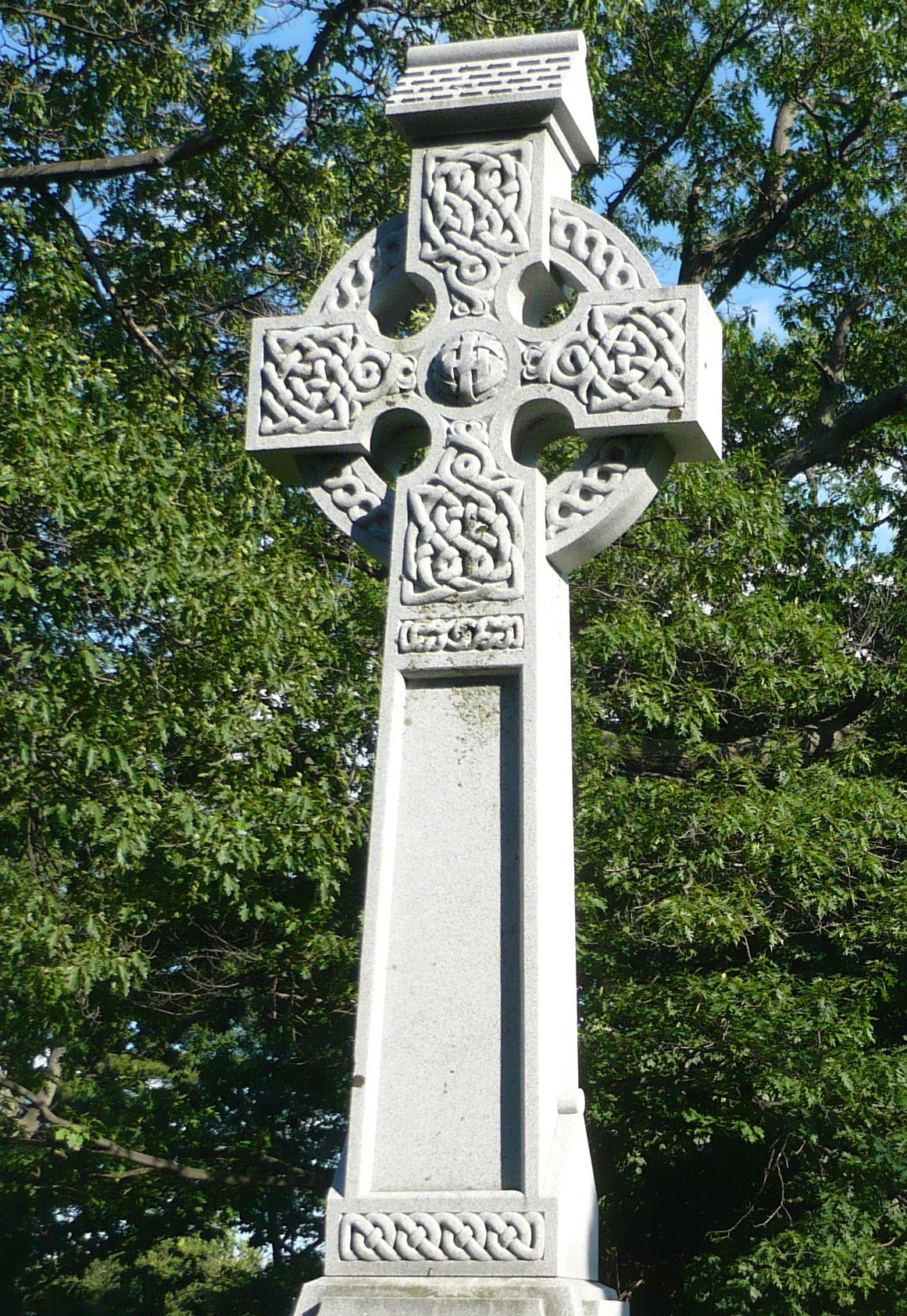
Pierre tombale de la famille Forsyth
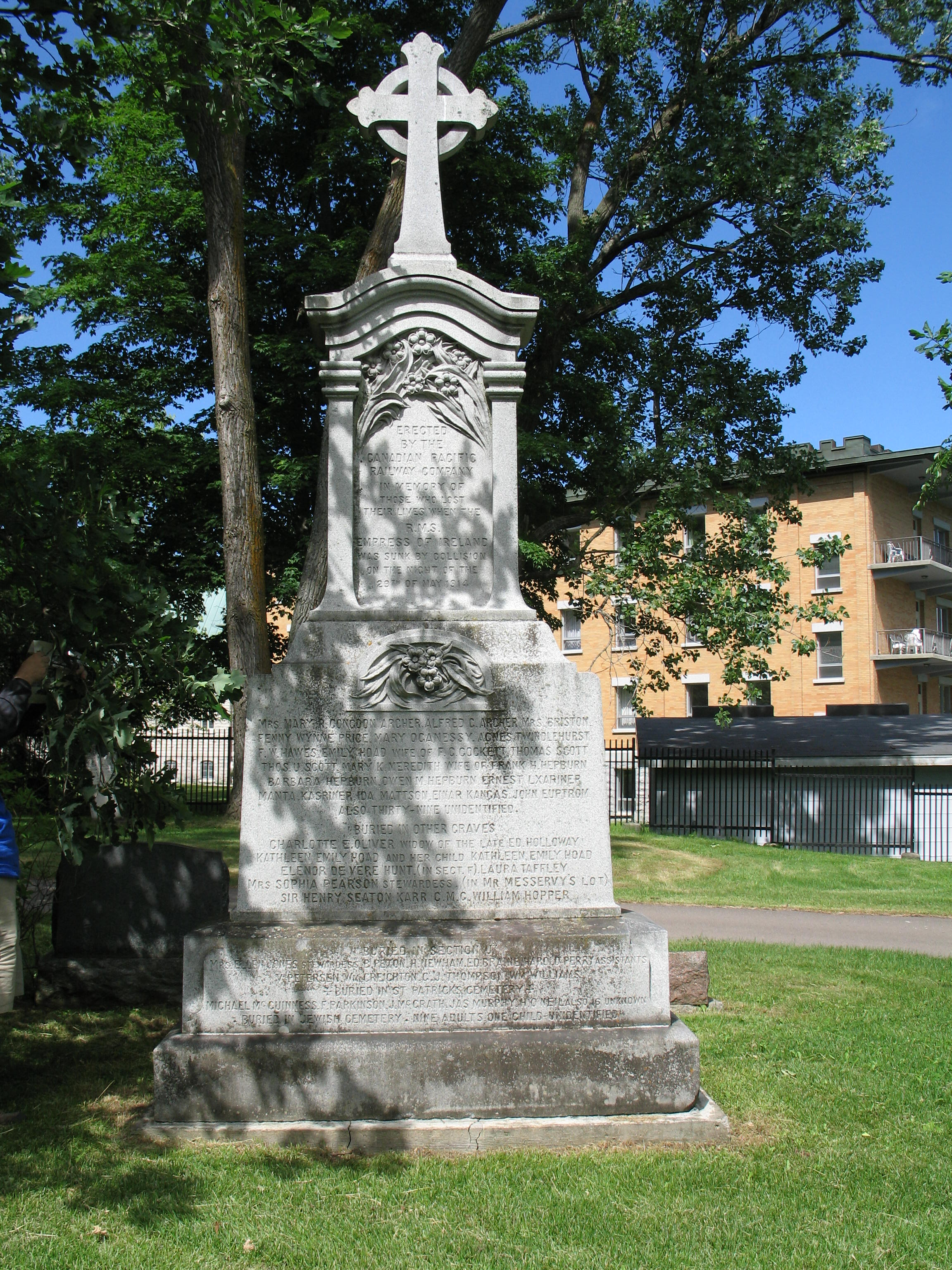
Mémoriel aux victimes du naufrage de l'Empress of Ireland
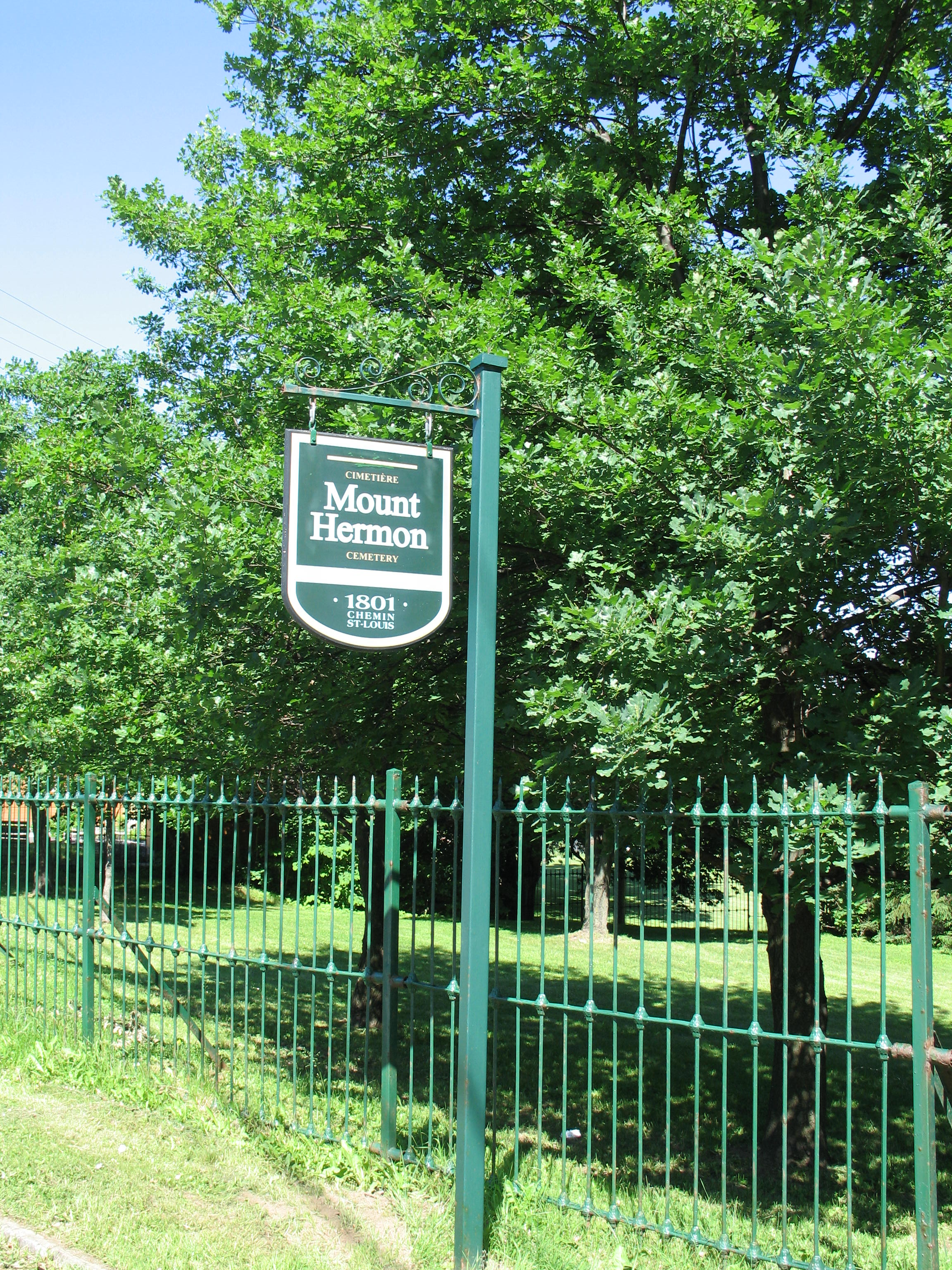
Enseigne
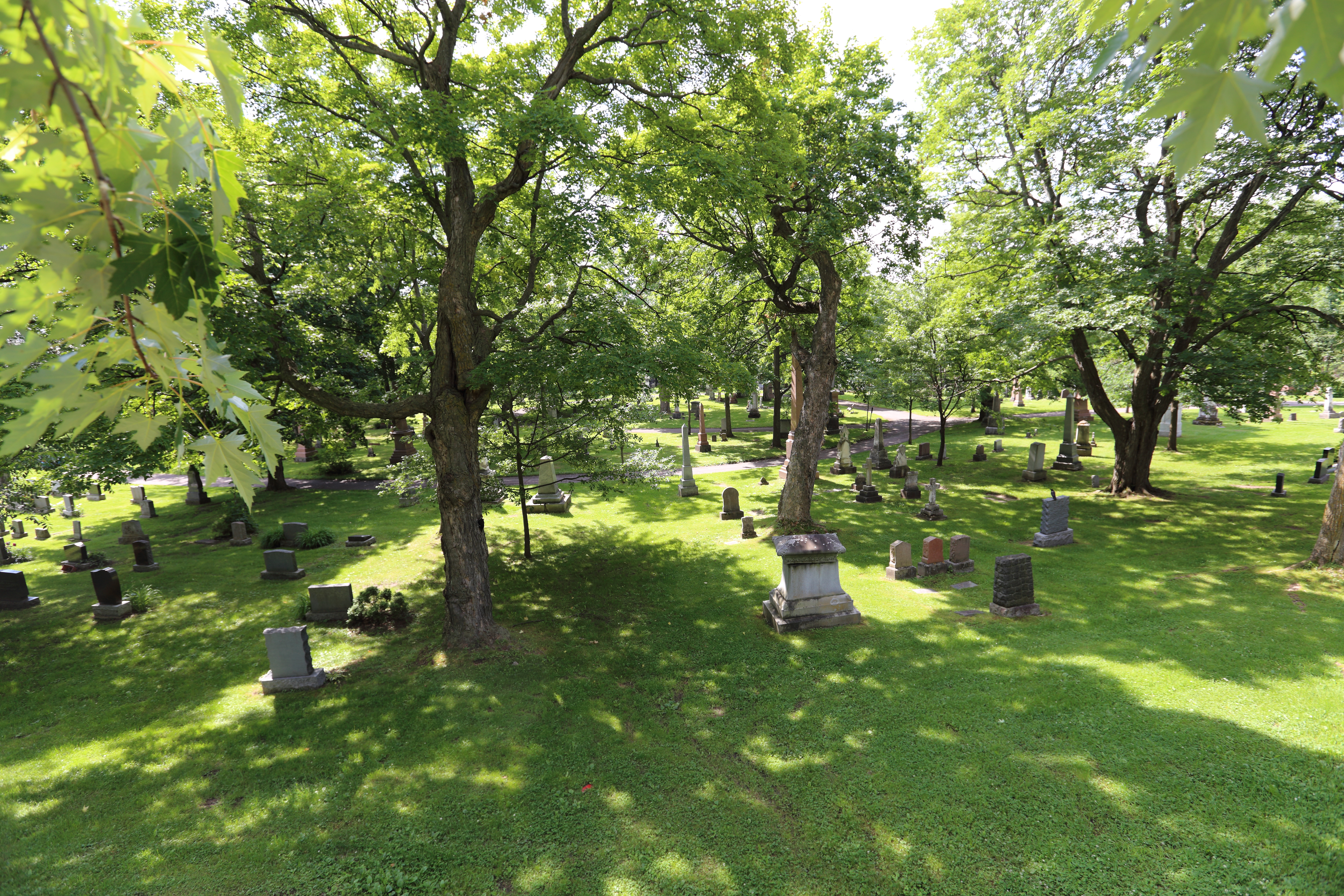
Vue aérienne
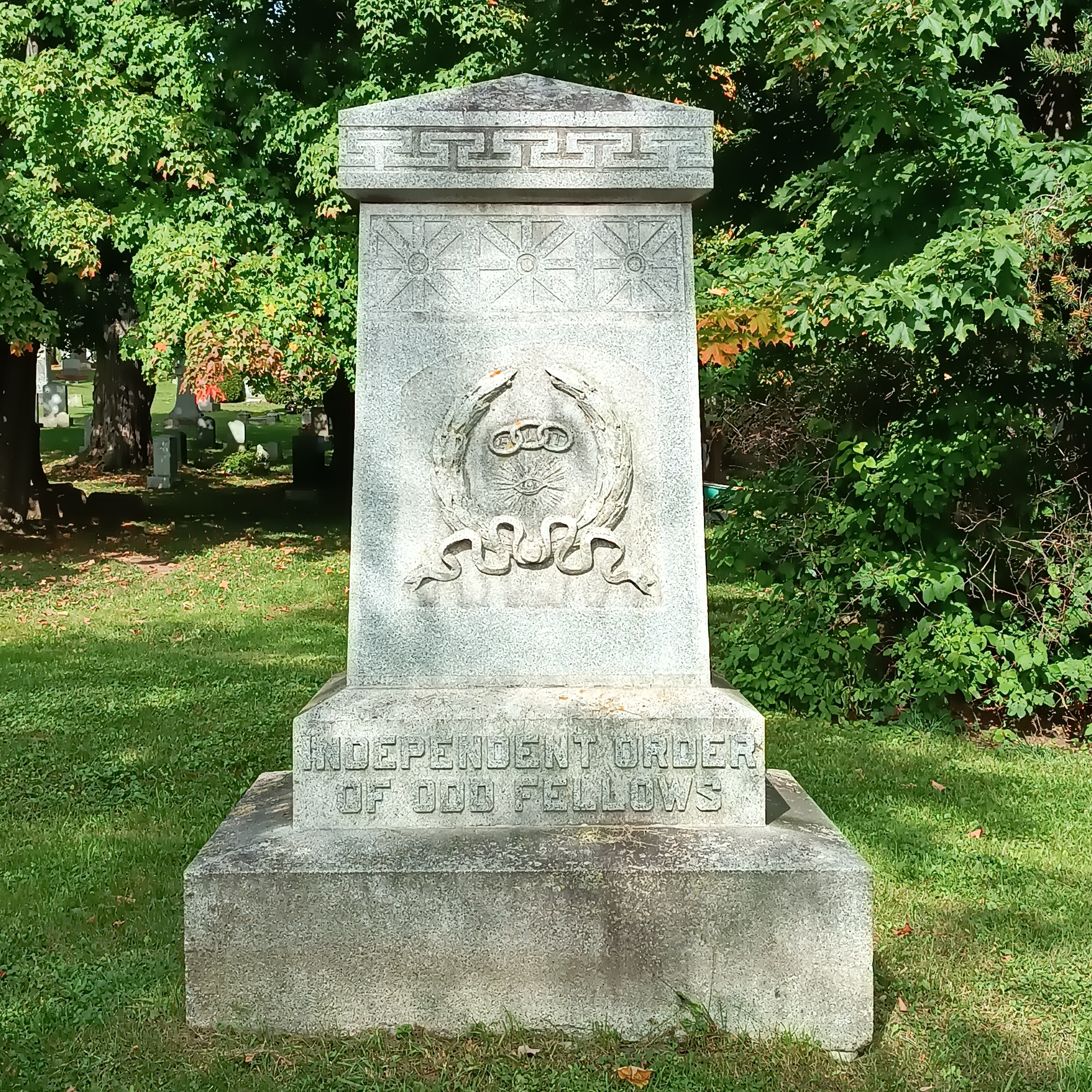
Monument hommage à l'Independent Order of Odd Fellows